# كاثرين هيوز (ممثلة)
كاثرين هيوز (بالإنجليزية: Katherine C. Hughes)‏ هي ممثلة أمريكية، ولدت في 6 أبريل 1995 في نيويورك في الولايات المتحدة.

## وصلات خارجية
- كاثرين هيوز (ممثلة) على موقع IMDb (الإنجليزية)
- كاثرين هيوز (ممثلة) على موقع قاعدة بيانات الفيلم (الإنجليزية)